# Anneliese Dodds
Anneliese Dodds (ur. 16 marca 1978 w Aberdeen) – brytyjska polityk i wykładowczyni akademicka, posłanka do Parlamentu Europejskiego VIII kadencji, deputowana do Izby Gmin, od 2024 minister stanu w gabinecie Keira Starmera.

## Życiorys
Urodziła się w Szkocji, w połowie lat 90. osiedliła się w Anglii. Studiowała na Uniwersytecie Oksfordzkim. Pełniła funkcję przewodniczącej uczelnianej organizacji studenckiej Oxford University Student Union. Była nominowana do nagrody „Woman of the Year” przez czasopismo „Cosmopolitan”.
Zawodowo związana z pracą w charakterze nauczyciela akademickiego, specjalizując się w problematyce ochrony zdrowia. Była dyrektorem narodowego instytutu badań zdrowotnych na King’s College London. Prowadziła gościnne wykłady również na uczelniach w Kosowie. Objęła stanowisko starszego wykładowcy na Aston University. Zaangażowała się w działalność Partii Pracy, w 2005 i w 2010 bez powodzenia kandydowała do Izby Gmin.
Gdy wieloletni europoseł Peter Skinner ogłosił, że nie będzie ubiegał się o reelekcję, Anneliese Dodds została rekomendowana na pierwsze miejsce listy Partii Pracy w okręgu wyborczym South East England w wyborach w 2014. W głosowaniu z 22 maja 2014 uzyskała mandat eurodeputowanej VIII kadencji.
W wyborach w 2017 uzyskała natomiast mandat posłanki do Izby Gmin w okręgu wyborczym Oxford East. Z powodzeniem ubiegała się o reelekcję w 2019 i 2024. W kwietniu 2020 została mianowana kanclerzem skarbu w gabinecie cieni, będąc pierwszą kobietą w historii pełniącą tę funkcję. 9 maja 2021 została zastąpiona na tym stanowisku przez Rachel Reeves.
Przez trzy lata pełniła funkcję przewodniczącej Partii Pracy. W lipcu 2024 objęła niższe stanowisko rządowe – ministra stanu do spraw rozwoju oraz do spraw kobiet i równouprawnienia. Uzyskała status ministra stanu biorącego udział w posiedzeniach gabinetu.